# Coelioxys subnitens
Coelioxys subnitens är en biart som beskrevs av Pasteels 1977. Coelioxys subnitens ingår i släktet kägelbin, och familjen buksamlarbin. Inga underarter finns listade i Catalogue of Life.